# Kick-Ass (film)
Kick-Ass är en amerikansk/brittisk superhjältefilm från 2010, baserad på serietidningen med samma namn. Den är regisserad av Matthew Vaughn, han var också med och skrev manus. Världspremiären var den 26 mars 2010 och Sverigepremiären var den 9 april 2010.
Kick-Ass berättar historien om en vanlig tonåring, Dave Lizewski (Aaron Johnson), som avser att bli en verklig superhjälte,och kallar sig själv "Kick-Ass". Dave fastnar i en större kamp när han träffar Big Daddy (Nicolas Cage), en före detta polis strävar att få ner gangsterchefen Frank D'Amico (Mark Strong) och hans son Red Mist (Christopher Mintz-Plasse), Big Daddy har tränat sin elva år gamla dotter (Chloë Grace Moretz) till att vara den hänsynslösa vigilanten Hit-Girl.
Trots att filmen hade skapat en del kontroverser för svordomarna och våldet som ett barn utfört, blev Kick-Ass väl mottagen av både kritiker och publik. Filmen har fått en stark kultstatus efter att ha släppts på DVD och Blu-ray. Uppföljaren Kick-Ass 2 hade premiär den 16 augusti 2013.

## Handling
Filmen handlar om Dave Lizewski (Aaron Johnson), som undrar varför det inte är någon som har provat på att vara superhjälte. Han bestämmer sig för att köpa en dräkt från nätet. Första försöket med brottsbekämpning går dock inte bra. Så småningom lär han dock känna Hit-Girl (Chloë Moretz) och Big Daddy (Nicolas Cage) som hjälper honom.

## Rollista (i urval)
- Aaron Johnson – Dave Lizewski / Kick-Ass
- Chloë Grace Moretz – Mindy Macready / Hit-Girl
- Christopher Mintz-Plasse – Chris D'Amico / Red Mist
- Nicolas Cage – Damon Macready / Big Daddy
- Mark Strong – Frank D'Amico
- Lyndsy Fonseca – Katie Deauxma
- Clark Duke – Marty
- Evan Peters – Todd
- Omari Hardwick – Marcus Williams
- Michael Rispoli – Big Joe
- Kofi Natei – Rasul
- Corey Johnson – Sporty Goon
- Dexter Fletcher – Cody
- Jason Flemyng – Lobby Goon
- Xander Berkeley – Detective Victor "Vic" Gigante
- Garrett M. Brown – James Lizewski
- Yancy Butler – Angie D'Amico
- Craig Ferguson – Sig själv

## Produktion

### Utveckling
Matthew Vaughn gick ursprungligen till Sony, men han avvisade krav om att tona ner våldet. Andra filmstudior uttryckte intresse men ville göra karaktärerna äldre. I synnerhet ville filmstudior förändra Hit-Girls karaktär till en vuxen.
De stora filmstudiorna tvivlade på anpassningens framgång som en våldsam superhjälte, vilket gjorde att filmen blev självständigt finansierad men detta gav Vaughn friheten att göra filmen som han föreställde sig, utan att behöva oroa sig för högcensur. Vaughn trodde tillräckligt i projektet för att samla in pengarna själv.

## Mottagande
Kick-Ass mottog främst goda recensioner, både i hemländerna USA och England, men även i Sverige.
Filmen hyllades ofta för sin förmåga att blanda komedi med mycket seriösa ämnen. Filmen anses mycket "Tarantino-inspirerad", på grund av den höga våldsnivån.
Ett urval av de svenska recensionerna om Kick-Ass:
- Svenska Dagbladet – 5/6[5]
- Dagens Nyheter – 2/5[6]
- Aftonbladet – 4/5[7]
- Expressen – 3/5[8]

## Släpp

### Hemmamedia
I en intervju sa Matthew Vaughn: "Det finns cirka 18 minuter av [borttagen] film, vilket är riktigt bra grejer. Om filmen är en succé, gör jag en director's cut." Filmen släpptes på DVD och Blu-ray den 3 augusti 2010 i Nordamerika. Denna version innehåller inte det ovan nämnda raderade innehållet. Med en försäljning av 1,4 miljoner enheter inom den första veckan, en tredjedel av dessa i Blu-ray-format, debuterade Kick-Ass som nummer ett på DVD-försäljningstabellen.

## Uppföljare
Trots olika motgångar och osäkerhet om huruvida uppföljaren någonsin skulle uppstå rapporterades det att en uppföljare skulle distribueras av Universal Studios, och att Matthew Vaughn hade valt Jeff Wadlow, som också skrev manuset, att regissera uppföljaren. Aaron Johnson och Chloë Grace Moretz återupprepar sina roller som Kick-Ass respektive Hit-Girl och Christopher Mintz-Plasse återvänder som huvudskurken som heter "The Motherfucker". Filmen släpptes den 14 augusti 2013 i Storbritannien och den 16 augusti 2013 i USA och Sverige.